# Муфулетта
Муфулетта — сицилийский круглый хлеб с кунжутом, а также популярный сэндвич, основанный на этом хлебе .

## Хлеб
Муфулетта — это большой круглый плоский хлеб, имеющий плотную структуру, примерно 25 см в диаметре, происходящий из Сицилии
. Визуально схож с фокаччей. Муфулетта отличается от фокаччи: это очень лёгкий хлеб, снаружи хрустящий, внутри мягкий. При изготовлении не используется каких-либо вкусовых добавок или приправ, за исключением кунжута.

## Сэндвич
Традиционный сэндвич муфулетта представляет собой рассечённый горизонтально хлеб с выложенной слоями начинкой из маринованного оливкового салата, мортаделлы, салями, моцареллы, ветчины и проволоне . Иногда сэндвич подогревают, чтоб растопить проволоне. Подают целиком, половиной либо четвертью.
Ключевой ингредиент — оливковый салат, состоит из нарезанных оливок, сельдерея, цветной капусты и моркови, замаринованных с орегано и чесноком, выдержанных сутки с добавлением оливкового масла.
Изначально сэндвич подается холодным, но многие производители поджаривают хлеб.

## Происхождение

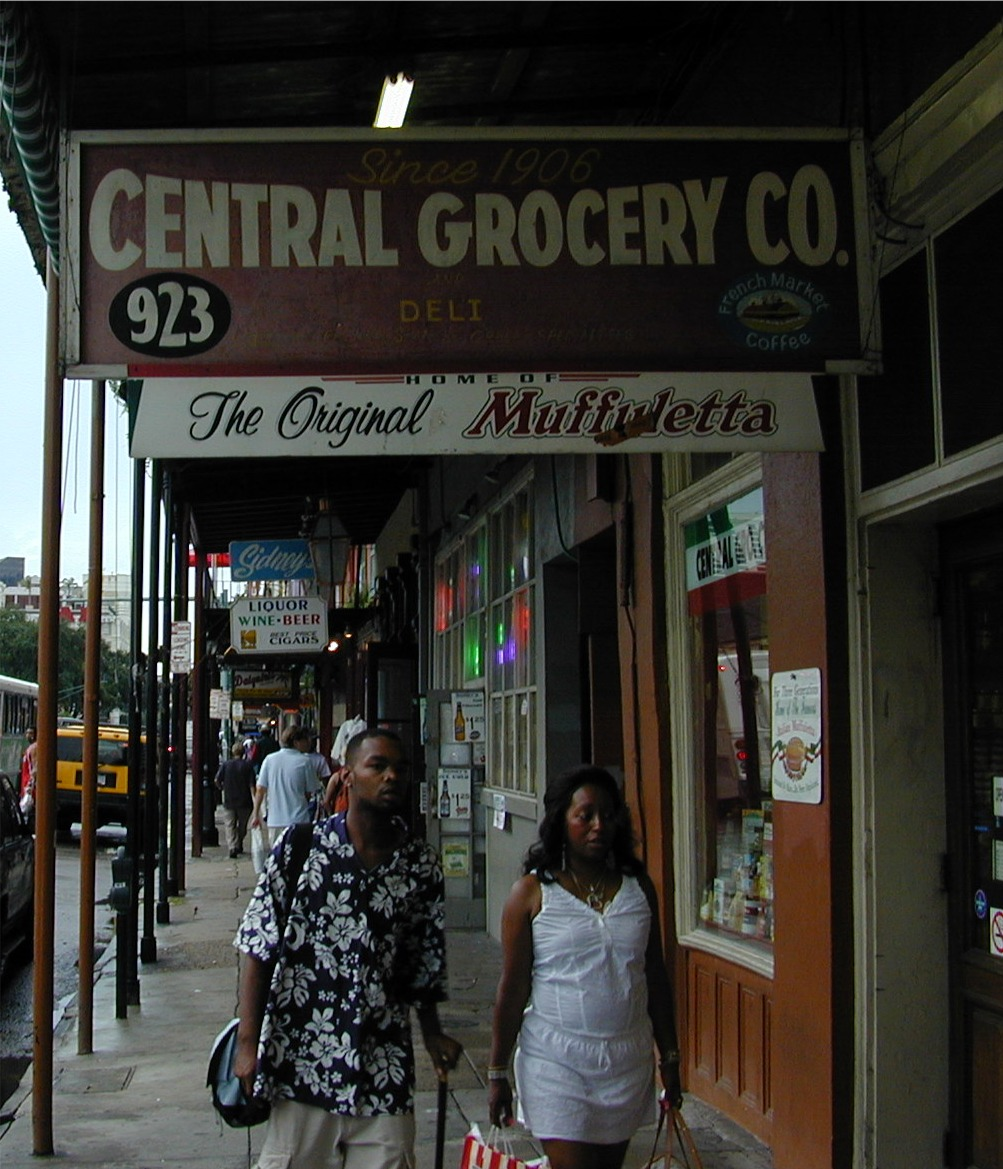
Central Grocery, место создания муфулетты

Место происхождения сэндвича муфулетта — итало-американский продуктовый магазинчик Central Grocery во Французском квартале Нового Орлеана, Луизиана .
По словам Мари Лупо Туса, дочери основателя Central Grocery, сэндвич появился благодаря сицилийским фермерам, торговавшим поблизости продуктами. Во время обеда они забегали в магазин и покупали салями, ветчину, сыр оливковый салат и итальянский хлеб. Ели они на сицилийский манер, все по отдельности, сидя на ящиках или бочках и удерживая продукты на коленях.
Отец Мари предложил разрезать хлеб и укладывать остальные продукты внутрь, на манер сэндвича, вразрез сицилийским традициям. Вскоре фермеры, приходя на обед, стали просить просто «муфулетты» .

## Этимология
Название, как полагают, представляет собой уменьшительную форму muffe («плесень», «гриб»), возможно, из-за того, что круглый сэндвич и хлеб напоминает шляпку гриба; или от muffola, «муфта, рукавица». Формы muffoletta и его итерации являются современными итальянскими формами оригинального сицилийского языка.